# بير آرنه أولسن
بير آرنه أولسن (بالنرويجية البوكمول: Per Arne Olsen)‏ هو سياسي نرويجي، ولد في 21 فبراير 1961 في تونسبرغ في النرويج. حزبياً، نشط في حزب التقدم. وقد انتخب عضو برلمان النرويج ‏ وانتخب نائب عضو برلمان النرويج ‏.